# Adauto Santos
Adauto Antônio dos Santos (Bernardino de Campos, 22 de abril de 1940 — São Paulo, 22 de febrero de 1999), más conocido como Adauto Santos, fue un cantante, compositor y guitarrista brasileño. Entre sus éxitos más destacados se encuentra "Triste Berrante", grabada por Pena Branca e Xavantinho.